# Пионер — значит первый
«Пионер — значит первый» — серия биографических книг для детей среднего и старшего возраста, выпускавшихся издательством «Молодая гвардия», «младший брат» молодогвардейской серии «Жизнь замечательных людей».

## История
С 1967 по 1987 год вышло 92 выпуска (в том числе два выпуска с номером 55). Дважды о К. Марксе, В. И. Ленине, А. П. Гайдаре, Авиценне, Ю. А. Гагарине, С. П. Королёве, И. П. Павлове, жёнах декабристов. Первая книга появилась к 50-летию Советской власти — сборник «Товарищ Ленин» (повторно издан в 1976 году), последняя — о вожде немецкого пролетариата, выдающемся деятеле международного рабочего движения Тельмане (И. Минутко, Э. Шарапов — «Рот фронт!») — увидела свет в 1987 году.

Пионер — значит первый

Книги выходили стандартным тиражом (100 тысяч экземпляров) в однотипном оформлении. Серийный знак — корабль с наполненными ветром парусами на стилизованной под морские волны надписи «Пионер — значит первый». Под знаком на авантитуле — девиз серии:

О тех, кто первым ступил на неизведанные земли,

О мужественных людях — революционерах,

Кто в мир пришёл, чтобы сделать его лучше,

О тех, кто проторил пути в науке и искусстве,

Кто с детства был настойчивым в стремленьях

И беззаветно к цели шёл своей.

Всего в серии появилось 85 биографических книг совокупным тиражом более 9 миллионов экземпляров.

## Выпуски

### 1960-е годы
- Вып. 1. Товарищ Ленин (1967)
- Вып. 2. Яковлев А. С. Сквозь льды (Амундсен) (1967)
- Вып. 3. Бахревский В. Хождение встречь солнцу (Семён Дежнёв, землепроходец) (1967)
- Вып. 4. Дмитриев Ю. Первый чекист (Феликс Дзержинский, коммунист) (1968)
- Вып. 5. Варшавский А. Опередивший время (Томас Мор, писатель) (1967)
- Вып. 6. Колосова Н. На экране — подвиг (Борис Щукин, актер) (1968)
- Вып. 7. Всегда человек (Карл Маркс, философ) (1968)
- Вып. 8. Весь пламень сердца (Сергей Киров, коммунист) (1968)
- Вып. 9. Десять встреч с мужеством (Комсомольцы) (1968)
- Вып. 10. Шаховская Н., Шик М. Повелитель молний (Фарадей) (1968)
- Вып. 11. Стрелкова И. И. Меч полководца (Фрунзе) (1968)
- Вып. 12. Шкловский В. Земли разведчик (Марко Поло) (1969)
- Вып. 13. Травинский В. Звезда мореплавателя (Магеллан) (1969)
- Вып. 14. Владимиров А. Четверо легендарных (Василий Блюхер, Ян Фабрициус, Степан Вострецов, Иван Федько, советские военачальники) (1969)
- Вып. 15. Вся жизнь — один чудесный миг (Александр Пушкин, поэт) (1969)

### 1970-е годы
- Вып. 16. Овсянников Ю. Кремлёвские мастера (Василий Ермолин, Аристотель Фиораванти, архитекторы) (1970)
- Вып. 17. Качаев Ю. …и гневается океан (Николай Резанов, мореход) (1970)
- Вып. 18. Дмитриев Ю. Эти три года (Европейские коммунисты)… (1970)
- Вып. 19. Либединская Л. Последний месяц года (Декабристы) (1970)
- Вып. 20. Томова Л. Красный всадник (Уот Тайлер) (1971)
- Вып. 21. Ваксберг А. И. Поединок столетия (Георгий Димитров, болгарский коммунист) (1971)
- Вып. 22. Парнов Е. Звезда в тумане (Мирзо Улугбек, астроном) (1971)
- Вып. 23. Бороздин В. На льдине — в неизвестность (Иван Папанин, исследователь) (1971)
- Вып. 24. Осокин В. Российскою землей рождённый (Михаил Ломоносов, естествоиспытатель) (1971)
- Вып. 25. Медведев Ю. Капитан звёздного океана (Иоганн Кеплер, астроном) (1972)
- Вып. 26. Яров Р. Творцы и памятники (Советские инженеры) (1972)
- Вып. 27. Обухова Л. А. Любимец века (Юрий Гагарин, космонавт) (1972)
- Вып. 28. Воскобойников В. М. Великий врачеватель (Авиценна, врач) (1972)
- Вып. 29. Репин Л. Б. Люди и формулы. Новеллы об учёных (1972)
- Вып. 30. Алексеев С. Закончат поход другие (Степан Разин, казак) (1973)
- Вып. 31. Титан (Микеланджело) (1973)
- Вып. 32. Рождение весны (Саврасов) (1973)
- Вып. 33. Старостин А. С. Адмирал Вселенной (Королев) (1973)
- Вып. 34. Гнедина Т. Открытие Джи-Джи (Джозеф Томсон, физик) (1973)
- Вып. 35. Парнов Е. Проблема 92 (Игорь Курчатов, физик) (1973)
- Вып. 36. Дмитриев Ю. Необыкновенный охотник (Альфред Брем, зоолог) (1974)
- Вып. 37. Маркуша А. Бессмертный флагман (Валерий Чкалов, летчик) (1974)
- Вып. 38. Емельянов Б. А. О смелом всаднике (Аркадий Гайдар, писатель) (1974)
- Вып. 39. Ваксберг А. И. Прокурор республики (Николай Крыленко, коммунист) (1974)
- Вып. 40. Розинер Ф. Я. Гимн солнцу (Чюрлёнис) (1974)
- Вып. 41. Сальников Ю. «…и вольностью жалую» (Пугачёв) (1974)
- Вып. 42. Овсянников Ю. Ради братий своих… (Иван Федоров, книгопечатник) (1975)
- Вып. 43. Сергеев М. Подвиг любви бескорыстной (Декабристки) (1975)
- Вып. 44. Воскобойников В. М. Зов Арктики (Отто Шмидт, исследователь) (1975)
- Вып. 45. Репин Л. Б. Дважды первый (Пиккар) (1975)
- Вып. 46. Стрелкова И. И. Друг мой, брат мой (Валиханов) (1975)
- Вып. 47. Товарищ Ленин (1976)
- Вып. 48. Сергеев М. Подвиг любви бескорыстной (Декабристки) (1976)
- Вып. 49. И я открою землю… (Михаил Глинка, композитор) (1976)
- Вып. 50. Штильмарк Р. А. Звонкий колокол России (Герцен) (1977)
- Вып. 51. Брандис Е. Впередсмотрящий (Жюль Верн, писатель) (1976)
- Вып. 52. Титан (Микеланджело) (1977)
- Вып. 53. Фазин З. За великое дело любви (Яков Потапов) (1977)
- Вып. 54. Сукиевич И. Битва на поле Куликовом (1978)
- Вып. 55. Прокофьев В. Верные до конца (Искровцы) (1977)
- Вып. 55. Розинер Ф. Я. Токката жизни (Прокофьев) (1978)
- Вып. 56. Сальников Ю. Убеждение (Ушинский) (1977)
- Вып. 57. Лебедев В. Маэстро борьбы (Джузеппе Верди, композитор) (1977)
- Вып. 58. Всегда человек (Карл Маркс, философ) (1978)
- Вып. 59. Подгородников М. И. Восьмая муза (Николай Новиков, просветитель) (1978)
- Вып. 60. Алексеева А. И. Солнце в день морозный (Борис Кустодиев, художник) (1978)
- Вып. 61. Обухова Л. А. Набатное утро (Александр Невский, полководец) (1978)
- Вып. 62. Ненарокомова И. С. Почетный гражданин Москвы (Павел Третьяков, меценат) (1978)
- Вып. 63. Голубев Г. Н. Великий сеятель (Николай Вавилов, ботаник) (1979)
- Вып. 64. Обухова Л. А. Любимец века (Юрий Гагарин, космонавт) (1979)
- Вып. 65. Гуро И. «Всем сердцем с вами» (Клара Цеткин, коммунист) (1979)
- Вып. 66. Матвеев Н. С. Принцесса науки (Софья Ковалевская, математик) (1979)

### 1980-е годы
- Вып. 67. Воскобойников В. М. Братья (Кирилл и Мефодий, христианские просветители) (1980)
- Вып. 68. Воскобойников В. М. Великий врачеватель (Авиценна, врач) (1980)
- Вып. 69. Малевинский Ю. Н. Дороже всякого золота (Иван Кулибин, механик) (1980)
- Вып. 70. Згорж А. Один против судьбы (Людвиг Бетховен, композитор) (1980)
- Вып. 71. Порудоминский В. И. «Жизнь, ты с целью мне дана!» (Пирогов) (1981)
- Вып. 72. Заболотских Б. В. Знаменщик и трубач (Митрофан Греков, художник) (1981)
- Вып. 73. Старостин А. С. Адмирал Вселенной (Королев) (1981)
- Вып. 74. Житомирский С. В. Учёный из Сиракуз (Архимед, инженер) (1982)
- Вып. 75. Голубев Г. Н. Всколыхнувший мир (Чарлз Дарвин, натуралист) (1982)
- Вып. 76. Штильмарк Р. А. За Москвой-рекой (А. Н. Островский) (1983)
- Вып. 77. Репин Л. Б. «И вновь я возвращаюсь…» (Пржевальский) (1983)
- Вып. 78. Сапарина Е. В. Последняя тайна жизни (Павлов) (1983)
- Вып. 79. Матвеев Н. С. Солнце под землей (Алексей Стаханов, шахтер) (1983)
- Вып. 80. Воскобойников В. М. Солдат революции (Фридрих Энгельс, философ) (1983)
- Вып. 81. Емельянов Б. А. О смелом всаднике (Аркадий Гайдар, писатель) (1984)
- Вып. 82. Фомичев Н. А. Во имя истины и добродетели (Сократ) (1984)
- Вып. 83. Подгородников М. И. Нам вольность первый прорицал (Радищев) (1984)
- Вып. 84. Шевелев М. П. Монолит (Днепростроевцы) (1985)
- Вып. 85. Успенский В. Д. Староста Страны Советов (Калинин) (1985)
- Вып. 86. Порудоминский В. И. Жизнь и слово (Даль) (1985)
- Вып. 87. Тихомиров О. Н. Иван — холопский воевода (Болотников) (1985)
- Вып. 88. Голованов Я. К. Марсианин (Фридрих Цандер, изобретатель-ракетчик) (1985)
- Вып. 89. Минутко И. А. Три жизни (Николай Кибальчич, революционер) (1986)
- Вып. 90. Сапарина Е. В. Последняя тайна жизни (Павлов) (1986)
- Вып. 91. Минутко И. А., Шарапов Э. П. «Рот фронт!» (Эрнст Тельман, немецкий коммунист) (1987)